# Linspire
Linspire (conosciuta in precedenza come Lindows o LindowsOS) era una distribuzione commerciale del sistema operativo GNU/Linux orientata all'utilizzo desktop, anche da parte di principianti.
Linspire era sviluppata dalla omonima società statunitense, ed era basata su Debian. Puntava alla facilità di utilizzo sia in fase di installazione che in fase di utilizzo e assumeva un atteggiamento estremamente pragmatico, criticato da alcuni, con l'inclusione di elementi non Open Source all'interno del pacchetto, come per esempio il Flash Player, Real Player e il supporto ai file Windows Media. La presenza di questi elementi permetteva comunque di operare immediatamente, senza dover installare componenti esterni o effettuare ricompilazioni.
Utilizzava un sistema di aggiornamenti e di installazione del software chiamato "CNR" (Click And Run) che si appoggiava su una libreria di applicazioni a livello di server, senza comunque costringere l'utilizzatore avanzato ad operare solamente attraverso questa interfaccia.
Linspire era stata sponsor di molti importanti progetti Open Source, come Mozilla, Nvu, Kopete, KDE-look.org e altri, a cui contribuiva sia finanziariamente che con codice prodotto. Sviluppava anche applicazioni Open Source sotto la licenza GPL, come Lsongs per la gestione della musica e Lphoto per la gestione delle immagini.
Erano allo sviluppo, con un innovativo sistema di collaborazione online chiamato IRMA, International Resource Management Application, molte versioni localizzate di Linspire per le diverse nazioni che includevano non solamente la traduzione dell'ambiente e della documentazione, ma anche elementi ulteriori come tutorial interattivi, controllo ortografico con HotWords, ecc.
Nell'aprile 2006 Linspire annunciò Freespire, una distribuzione completamente open source supportato e sviluppato dalla comunità che contiene le stesse caratteristiche di facilità di utilizzo ed ampia compatibilità con i formati di file di Linspire.
Il 2 luglio 2008 la società Linspire è stata acquisita da Xandros, per cui Linspire e Freespire hanno cessato di esistere.
Il 1º gennaio 2018 è stato annunciato che PC / OpenSystems LLC aveva acquistato Linspire e Freespire da Xandros e che Linspire 7 era disponibile per $79,99, mentre Freespire 3 era disponibile gratuitamente
Tuttavia il 1 febbraio 2023 è stata rilasciata la versione Linspire 12 Public Beta 1, con rilascio definitivo della versione 12 previsto per il 1 marzo 2023. Linspire 12 è basato su Ubuntu 22.04 LTS, GNOME 42.5 come ambiente desktop predefinito.